# Rosalie Gangué
Rosalie Bangué Peng Gangué (* 31. Mai 1975) ist eine ehemalige tschadische Mittelstreckenläuferin und Journalistin. Sie ist die erste Frau aus dem Tschad, die an Olympischen Spielen teilgenommen hat.

## Sport
Rosaline Gangué wurde am 31. Mai 1975 geboren. Sie trat bei den Olympischen Spielen 1992 in Barcelona an. Zu der Zeit war sie 17 Jahre alt. Sie lief in den Wettbewerben über 800 m und 1500 m. Über 800 m beendete sie ihren Lauf nicht. Im Wettbewerb über 1500 m kam sie im Vorlauf auf Platz 10 und schied damit aus.
Rosalie Gangué beendete ihre Karriere 1998, als sie heiratete.

## Karriere
Sie absolvierte eine journalistische Ausbildung und wurde Moderatorin der Fernsehnachrichten von Télé Tchad. Mit ihrer journalistischen Laufbahn hoffte Gangué, Sportkolumnistin zu werden und mit der Welt des Sports in Kontakt zu bleiben 2017 wurde Rosalie Gangué zur Direktorin für Kommunikation und Presse im Kommunikationsministerium und zur Sprecherin des Tschad ernannt.